# IC 3460
IC 3460 је спирална галаксија у сазвјежђу Береникина коса која се налази на листи објеката дубоког неба у Индекс каталогу.
Деклинација објекта је + 27° 23' 14" а ректасцензија 12h 31m 50,4s. Привидна величина (магнитуда) објекта IC 3460 износи 15,4 а фотографска магнитуда 16,1. IC 3460 је још познат и под ознакама KUG 1229+276, PGC 41492.